# Siddhapur
Siddhapur (nepalski: सिद्धपुर) – gaun wikas samiti w zachodniej części Nepalu w strefie Mahakali w dystrykcie Baitadi. Według nepalskiego spisu powszechnego z 2011 roku liczył on 411 gospodarstw domowych i 2503 mieszkańców (1321 kobiet i 1182 mężczyzn).